# Jazzclub – Der frühe Vogel fängt den Wurm
Jazzclub – Der frühe Vogel fängt den Wurm ist eine deutsche Filmkomödie aus dem Jahr 2004 und der vierte Kinofilm des Mülheimer Jazzkünstlers Helge Schneider, der das Drehbuch schrieb, Regie führte, die Musik komponierte und selbst als Darsteller in mehreren Rollen mitwirkte.

## Handlung
Der Film beschreibt den Alltag des Fischverkäufers Teddy Schu. Um sich und seine Frau Jacqueline über Wasser zu halten, muss er zudem für die Agentur Señora Fuck unter dem Namen Rodriguez Faszanatas als Mann für gewisse Stunden sowie in den frühen Morgenstunden als Zeitungsausträger arbeiten. Abends trifft er sich bisweilen mit einem Obdachlosen ohne Namen, der sein Gedächtnis verloren hat, unter einer Brücke und philosophiert über die Ausweglosigkeit des Alltags. Die Beziehung zu seiner Frau ist zerrüttet. Sie wirft ihm vor, ein talentloser Taugenichts zu sein, und besucht die Sprechstunde eines genialen Psychologen, Professor Henry. In der Fußgängerzone begegnet Schu immer wieder einem heruntergekommenen Pflasterverkäufer, der sich der Wirklichkeit mit einem sturen „Pflaster! Zwei Meter zwei Mark!“ entgegenstellt.
Seine knapp bemessene Freizeit jedoch verbringt Teddy am liebsten mit seinen Freunden, dem Schlagzeuger Howard und dem Bassisten Steinberg, mit denen er ein Jazztrio bildet und Nacht für Nacht in einem kleinen Jazzclub spielt, jedoch fast immer vor leeren Stühlen und ohne Bezahlung, da der Jazzclub von der Schließung bedroht ist. Der Traum der drei Freunde, einmal mit dem großen (fiktiven) Jazz-Schlagzeuger Earl Mobileh zu spielen, scheint unerreichbar.
Als dann auch noch Willi, der Besitzer des Jazzclubs, durch eine Überdosis Alkohol stirbt, scheint es mit der Jazzmusik endgültig aus zu sein. Ein Hoffnungsstrahl in Form der Visitenkarte des Musikproduzenten Mies van de Kalb, der auf das Trio aufmerksam geworden ist, zerschlägt sich, als dieser am Telefon nicht erreichbar ist. In akuter Geldnot entschließt sich Steinberg, seinen geliebten Kontrabass – seine „Lady“ – zu verkaufen, bringt es schlussendlich aber nicht übers Herz.
Man trifft sich in der „Wohnung“ des Obdachlosen unter dem Brückenbogen und berät, wie es weitergehen soll. Da plötzlich landet ein UFO direkt vor ihnen. Die Insassen – tumb lachende, grüne Außerirdische – laden das Trio sowie den Obdachlosen und Theo – Willis einfach gestrickten Bruder – ein, sie auf ihren Planeten zu begleiten und dort Musik zu machen. Noch auf dem Weg dorthin findet der Obdachlose sein Gedächtnis wieder: Er ist Earl Mobileh.

## Einordnung
Nach den teilweise entmutigenden Erfahrungen bei den vorangegangenen Filmen wollte Schneider mit „Jazzclub“ den Film drehen, der ihm schon lange am Herzen gelegen hatte. Der am Jazz orientierte Musikfilm hat auch Komponenten des Heimatfilms: Er wurde zum größten Teil in Schneiders Heimatstadt Mülheim an der Ruhr gedreht und enthält autobiografische Elemente.
Schneider verarbeitet im Film die Zeit vor seinem großen Durchbruch Anfang der 1990er Jahre. Ohne Schulabschluss und ohne klare Perspektive, schlitterte er, wie sein Alter-Ego im Film, Teddy Schu, erfolglos durch verschiedenste Berufe, spielte vor kleinem Publikum und träumte davon, von der Jazzmusik leben zu können.
Im Film werden verschiedene Jazzgrößen referenziert. So hießen Charlie Parkers Kontrabassist ebenfalls „Steinberg“ und sein Schlagzeuger ebenfalls „Howard“. Im Gegensatz zu Schneiders anderen Filmen ist Jazzclub kein reines Klamaukstück. Insbesondere die nächtlichen Szenen sind von einer melancholischen Grundstimmung geprägt. In sich wiederholenden Sequenzen aus zermürbender Arbeit, leidenschaftlicher Jazzmusik und abendlichen Fahrten mit der Straßenbahn montiert Schneider ein sehr persönliches Bild. Dabei wird auch dieser Film von Schneiders oft subtilem Humor und seinem Gespür für die Darstellung von absonderlichen Typen getragen.
Der Film ist, verglichen mit Schneiders drei vorherigen Filmen, recht melancholisch und erinnert in gewisser Weise an seinen ersten (veröffentlichten) Film Stangenfieber.
Der Film ist geprägt von der Tristesse des Alltags in (west)deutschen Großstädten. Die lakonisch-realitätsnahe Darstellung der Spielorte wird beständig durch die absurde Handlung gebrochen, die sich jedoch häufig in Albernheiten verliert (im Gegensatz etwa zu Aki Kaurismäkis Filmen mit ähnlich melancholischem Rahmen).
Das Happy End dieses Films wurde erst relativ spät angefügt. Noch während der Produktion war zunächst geplant, den Film mit dem Bericht über den Tod der Freunde enden zu lassen, die nach dem Absturz des Raumschiffs von Kannibalen gefressen werden sollten.

## Kritiken
„Schneider wie er leibt und lebt, viel Anarcho-Humor und Albern-Abseitiges, durchaus auch peinlich-blöd und dann wieder pseudophilosophisch-banal. Wer einen Sinn dahinter entdeckt, hat möglicherweise noch mehr Spaß damit, wer guten Jazz mag, und davon versteht Herr Schneider eine ganze Menge, wird dieses Werk, für das das Multitalent als Regisseur, Drehbuchautor, Hauptdarsteller und Komponist fungierte, vielleicht sogar lieben.“

„Wie gewohnt erweist sich auch das jüngste Oeuvre des schillernden Multitalents als abseitige und originelle, ketzerische und populäre, schwer verdauliche und trotzdem leicht zu goutierende Musikkomödie. Schneiders treue Fans, aber auch experimentierfreudige Jazzfreunde, werden begeistert mitswingen.“

„Fazit: Herrlich melancholisch-absurde Provinzstudie“